# R.L. Stine
R.L. Stine, również Jovial Bob Stine lub Eric Affabee, właśc. Robert Lawrence Stine (ur. 8 października 1943 w Columbus) – amerykański powieściopisarz, piszący głównie dla młodzieży, uznawany za Stephena Kinga literatury dziecięcej. Autor kilku horrorów science-fiction. Jego książki rozeszły się w nakładzie przekraczającym 400 milionów egzemplarzy. Największą sławę przyniosły mu liczące po kilkadziesiąt części serie Gęsia skórka i Ulica strachu, poza nimi napisał również cykle Rotten School i Mostly Ghostly.
W latach 1995–1998 na podstawie jego serii pod tym samym tytułem realizowany był serial Gęsia skórka, z kolei w 2015 roku cykl doczekał się adaptacji filmowej. Na motywach Ulicy strachu w zrealizowana została trylogia horrorów mająca premierę w 2021, a na motywach Mostly Ghastly w latach 2008–2016 zrealizowano trzy filmy telewizyjne. W latach 2010–2014 realizowany był serial The Haunting Hour, bazujący na opowiadaniach Stine’a.

## Życiorys
Urodził się 8 października 1943 w Columbus w stanie Ohio jako syn Lewisa Stine’a oraz Anne Feinstein. Dorastał w Bexley. Pochodził z żydowskiej rodziny. Zaczął pisać w wieku dziewięciu lat, gdy na strychu znalazł maszynę do pisania. Tworzył opowiadania i komedie. Ukończył Ohio State University w 1965 roku z tytułem Bachelor of Arts in English. Podczas pracy na OSU redagował czasopismo humorystyczne „The Sundial” przez trzy z czterech lat spędzonych w firmie. Następnie przeniósł się do Nowego Jorku, gdzie kontynuował karierę pisarską.

## Życie prywatne
22 czerwca 1969 Stine poślubił Jane Waldhorn, redaktorkę i pisarkę, która w 1983 założyła Parachute Press. Jedyne dziecko pary, Matthew (ur. 7 czerwca 1980), pracuje w przemyśle muzycznym.

## Dzieła wydane w Polsce

### SeriaUlica strachu
Oryginalna seria Fear Street – wydawnictwo Siedmioróg
- 10. Weekend w górach (Ski Weekend, 1991; wyd. pol. 1996)
- 20. Śmierć uderza z półobrotu (The New Boy, 1994; wyd. pol. 2000)
- 21. Wyzwanie (The Dare, 1994; wyd. pol. 1996)
- 22. Koszmarne sny (Bad Dreams, 1994; wyd. pol. 1996)
- 23. Podwójna randka (Double Date, 1994; wyd. pol. 1996)
- 31. Zamiana (Switched, 1995; wyd. pol. 1997)
- 34. Co usłyszała Holly (What Holly Heard, 1996; wyd. pol. 1997)
- 36. Niebezpieczny wielbiciel (Secret Admirer, 1996; wyd. pol. 1997)
- 37. Idealna dziewczyna (The Perfect Date, 1996; wyd. pol. 1997)
- 38. Tajemnicze wyznanie (The Confession, 1996; wyd. pol. 1997)

Fear Street Super Chiller – wydawnictwo Siedmioróg
- 01. Zabawić się latem (Party Summer, 1991; wyd. pol. 2000)
- 02. Cicha noc (Silent Night, 1991; wyd. pol. 1997)
- 04. Złamane serca (Broken Hearts, 1993; wyd. pol. 1996)
- 08. Złowrogi księżyc (Bad Moonlight, 1995; wyd. pol. 1997)

A Fear Street Novel – wydawnictwo Media Rodzina
- 01. Zabójcze gry (Party Games, 2014; wyd. pol. 2021)
- 03. Dziewczyna znikąd (The Lost Girl, 2015; wyd. pol. 2021)
- 06. Kill znaczy zabić (Give Me a K-I-L-L, 2017; wyd. pol. 2021)

### SeriaGęsia skórka
Oryginalna seria Goosebumps
- 01. Witamy w Domu Śmierci (Welcome to Dead House, 1992; wyd. pol. 1999, Świat Książki)
- 02. Nie wchodźcie do piwnicy (Stay Out of the Basement, 1992; wyd. pol. 1999)
- 03. Krew potwora (Monster Blood, 1992; wyd. pol. 1999)
- 04. Zdjęcie przepowie ci śmierć (Say Cheese and Die!, 1992; wyd. pol. 1999)
- 05. Klątwa z przeszłości (The Curse of the Mummy's Tomb, 1993; wyd. pol. 1999)
- 06. Znikamy! (Let's Get Invisible!, 1993; wyd. pol. 1999)
- 07. Noc lalki (Night of the Living Dummy, 1993; wyd. pol. 2000)[10]
- 08. Lucy i potwory (The Girl Who Cried Monster, 1993; wyd. pol. 2000)
- 09. Obóz koszmarów (Welcome to Camp Nightmare, 1993; wyd. pol. 2000)
- 10. Duch z sąsiedztwa (The Ghost Next Door, 1993; wyd. pol. 2000)
- 38. Śnieżny potwór z Pasadeny (The Abominable Snowman of Pasadena, 1995; wyd. pol. 2016, Wydawnictwo Dolnośląskie)

Adaptacje filmów
- Gęsia skórka: Opowieść filmowa (The Movie Novel, 2015; wyd. pol. 2016, Wydawnictwo Dolnośląskie)

### Samodzielne powieści
- Przesądny (Superstitious, 1995; wyd. pol. 1999, Bertelsmann Media)
- Pierwszy dzień w szkole... na zawsze (It's the First Day of School... Forever!, 2011; wyd. pol. 2012, Bellona)

### Opowiadania
- Urok (oryg. The Spell, opublikowane w antologii Tygrys tu, tygrys tam...[11])
- Dom bez powrotu (oryg. The House of No Return, opublikowane w antologii Dom bez powrotu[12])
- Żonka (oryg. Wifey, opublikowane w antologii Aż śmierć nas rozłączy[13])
- Maskarada (oryg. Gaslighted, opublikowane w antologii Twarzą w twarz[14], wspólnie z Douglasem Prestonem i Lincolnem Childem)